# Musaranya del Senegal
La musaranya del Senegal (Crocidura olivieri) és una espècie de musaranya que viu a Àfrica: Angola, Benín, Botsuana, Burkina Faso, Burundi, Camerun, la República Centreafricana, el Txad, la República del Congo, la República Democràtica del Congo, Costa d'Ivori, Egipte, Guinea Equatorial, Etiòpia, el Gabon, Gàmbia, Ghana, Guinea, Guinea Bissau, Kenya, Libèria, Mali, Moçambic, Namíbia, el Níger, Nigèria, Ruanda, el Senegal, Sierra Leone, el Sudan, Tanzània, Togo, Uganda, Zàmbia i Zimbàbue.